# Си
Вижте пояснителната страница за други значения на Си.
Си (или B) е седмият музикален тон и дванадесетият полутон в хроматичната гама до мажор.
Изчислена от фиксираната от Международната организация по стандартизация стандартна стойност на ла в първа октава (A-440), честотата на си е 493,883 Hz.